# Banisteriopsis pulcherrima
Banisteriopsis pulcherrima är en tvåhjärtbladig växtart som först beskrevs av Noel Yvri Sandwith, och fick sitt nu gällande namn av B. Gates. Banisteriopsis pulcherrima ingår i släktet Banisteriopsis och familjen Malpighiaceae. Inga underarter finns listade i Catalogue of Life.